# Aristonothos
Aristonothos war ein griechischer Töpfer im 7. Jahrhundert v. Chr., häufig wird vermutet aus Euboia. Er ist der früheste, heute namentlich bekannte Töpfer. Seine Signatur hat sich auf einem Krater aus Caere erhalten (heute in Rom, Museo Capitolini, Sammlung Castellani 172), auf dem die Blendung des Polyphem und eine Seeschlacht dargestellt sind. Wegen des Fundorts des Kraters wurde früher angenommen, dass er in Italien gearbeitet hat, doch sprechen Form und Aussehen der Signatur dagegen, die verwendete Schrift ist ionisch.